# Hermann Schridde
Hermann Schridde (Celle, 3 de julho de 1937 - 18 de maio de 1985) foi um ginete de elite alemão especialista em saltos, campeão olímpico. 

## Carreira
Hermann Schridde representou seu país nos Jogos Olímpicos de 1964 e 1968, na qual conquistou a medalha de ouro nos saltos por equipes em 1964.